# Volenice (Počedělice)
Volenice jsou vesnice, část obce Počedělice v okrese Louny. Nachází se asi 4 km na severovýchod od Počedělic. V roce 2009 zde bylo evidováno 141 adres. V roce 2011 zde trvale žilo 77 obyvatel.
Volenice leží v katastrálním území Volenice u Počedělic o rozloze 4,01 km².

## Historie
Raně středověké osídlení okolní krajiny je doloženo existencí pohřebiště, které se nachází na nevýrazném návrší západně od vesnice. Na konci devatenáctého století na něm bylo prouzkoumáno několik hrobů, jejichž chudou pohřební výbavu tvořily keramické nádoby, záušnice a železný nůž.
První písemná zmínka o vesnici pochází z roku 1273, kdy byly Volenice uvedeny jako součást majetku premonstrátského kláštera v Praze na Strahově spolu s několika vesnicemi v okolí: Pátkem, Stradonicemi a Radonicemi.

## Obyvatelstvo
|           | 1869 | 1880 | 1890 | 1900 | 1910 | 1921 | 1930 | 1950 | 1961 | 1970 | 1980 | 1991 | 2001 | 2011 |
| --------- | ---- | ---- | ---- | ---- | ---- | ---- | ---- | ---- | ---- | ---- | ---- | ---- | ---- | ---- |
| Obyvatelé | 175  | 197  | 214  | 235  | 216  | 220  | 212  | 178  | 156  | 138  | 128  | 88   | 84   | 77   |
| Domy      | 33   | 33   | 37   | 40   | 38   | 44   | 48   | 51   | 47   | 43   | 39   | 49   | 49   | 57   |

### Vývoj počtu domů
Listina z roku 1350, součást strahovského urbáře z roku 1410, uvádí jména jednotlivých majitelů sídelních jednotek, včetně jejich poddanských povinností vůči majiteli panství – strahovskému klášteru. Z uvedené listiny je zřejmé, že obec tvořilo devatenáct usedlostí, k nimž je nutno připočítat hospodářský dvůr patřící strahovskému klášteru. Počet usedlostí se od konce čtrnáctého století se postupně snižoval. Pokud jich bylo na konci 14. století devatenáct, tak v polovině století sedmnáctého (1654) jich bylo jen čtrnáct, z toho osm neobydlených. V průběhu osmnáctého století úpadek pokračoval. V roce 1713 osídlení Volenic čítalo jedenáct usedlostí (z toho tři pusté) a v roce 1785 dokonce ještě o dvě méně. V následujícím století se počty ustálily. V roce 1841 byl jejich počet shodný s rokem 1785.
Devatenácté a především první polovina dvacátého století přinesla nárůst počtu obyvatel i domů. V roce 1869 v obci trvale sídlilo 175 obyvatel v 33 domech. V roce 1921 pak 220 obyvatel – nejvíce za celou existenci Volenic. Při sčítání v roce 2001 se k trvalému pobytu přihlásilo 84 obyvatel v 49 domech. Avšak oproti vrcholu v počtu obyvatel v roce 1921 bylo nejvíce domů ve Volenicích až v roce 1950.

## Pamětihodnosti
- Sýpka – jediný pozůstatek barokního statku z roku 1770[10]
- Dub letní Volenice – památný strom, roste na levém břehu Ohře u jezu v Pátku[11]
- Pomník padlých první a druhé světové války
- Kamenný kříž s korpusem Krista postavený u zadní stěny hasičské zbrojnice na návsi. Kříž je chráněn stříškou se zvoničkou. První zmínka o kříži, tehdy dřevěném, je z roku 1784. V roce 1894 byl postaven nový, kamenný, z odkazu Johany Vaňkové. Autorem byl pražský kameník Rada.
- Kříž na severním okraji vesnice, vedle silnice. Kovový kříž je osazen na vrcholu hrubě opracovaného kamene.

## Galerie

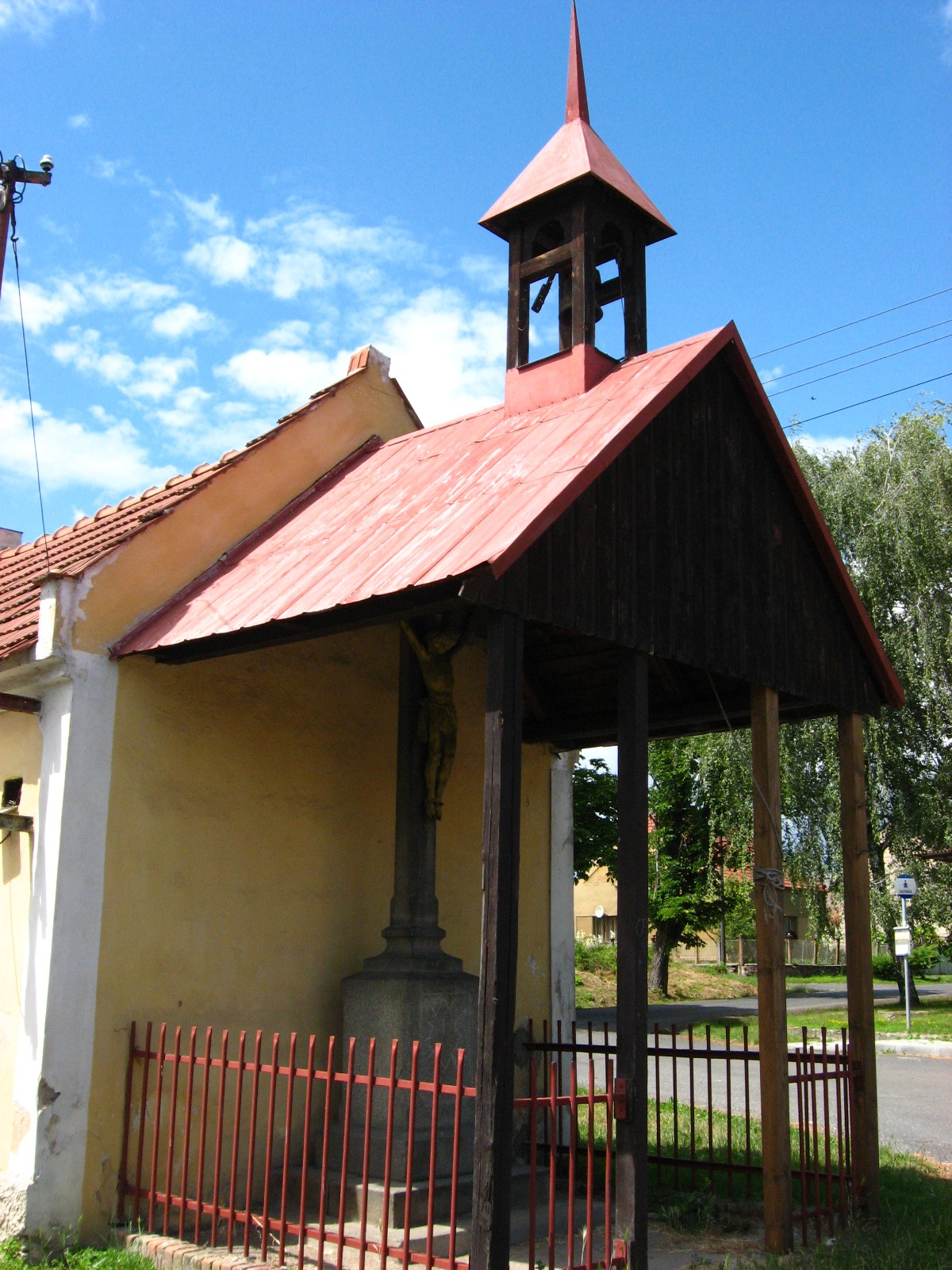
Hasičská zbrojnice, na jejíž zadní stěně je přistavěna zvonička a pod ní kříž s korpusem Krista
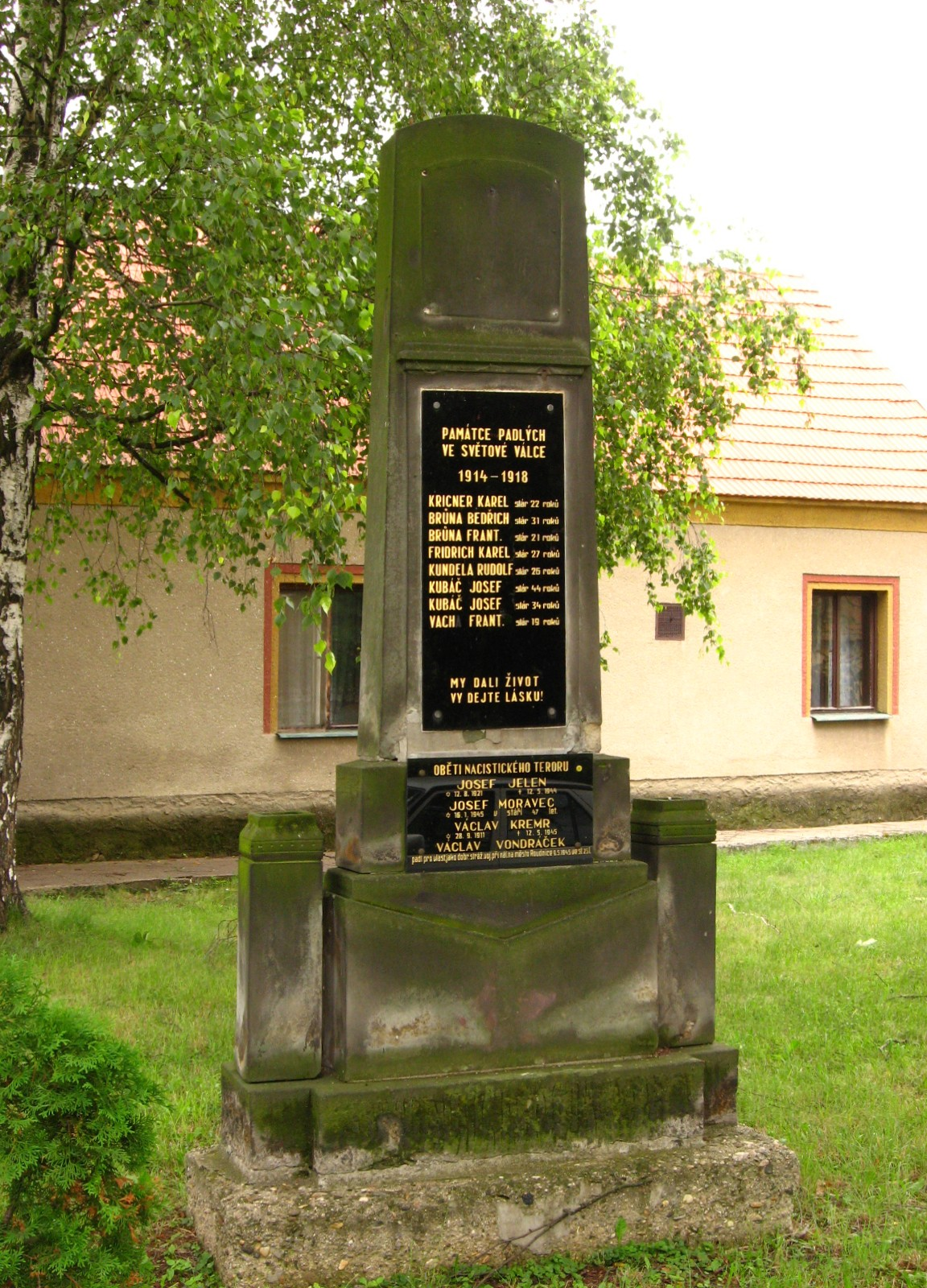
Pomník padlých ve světových válkách
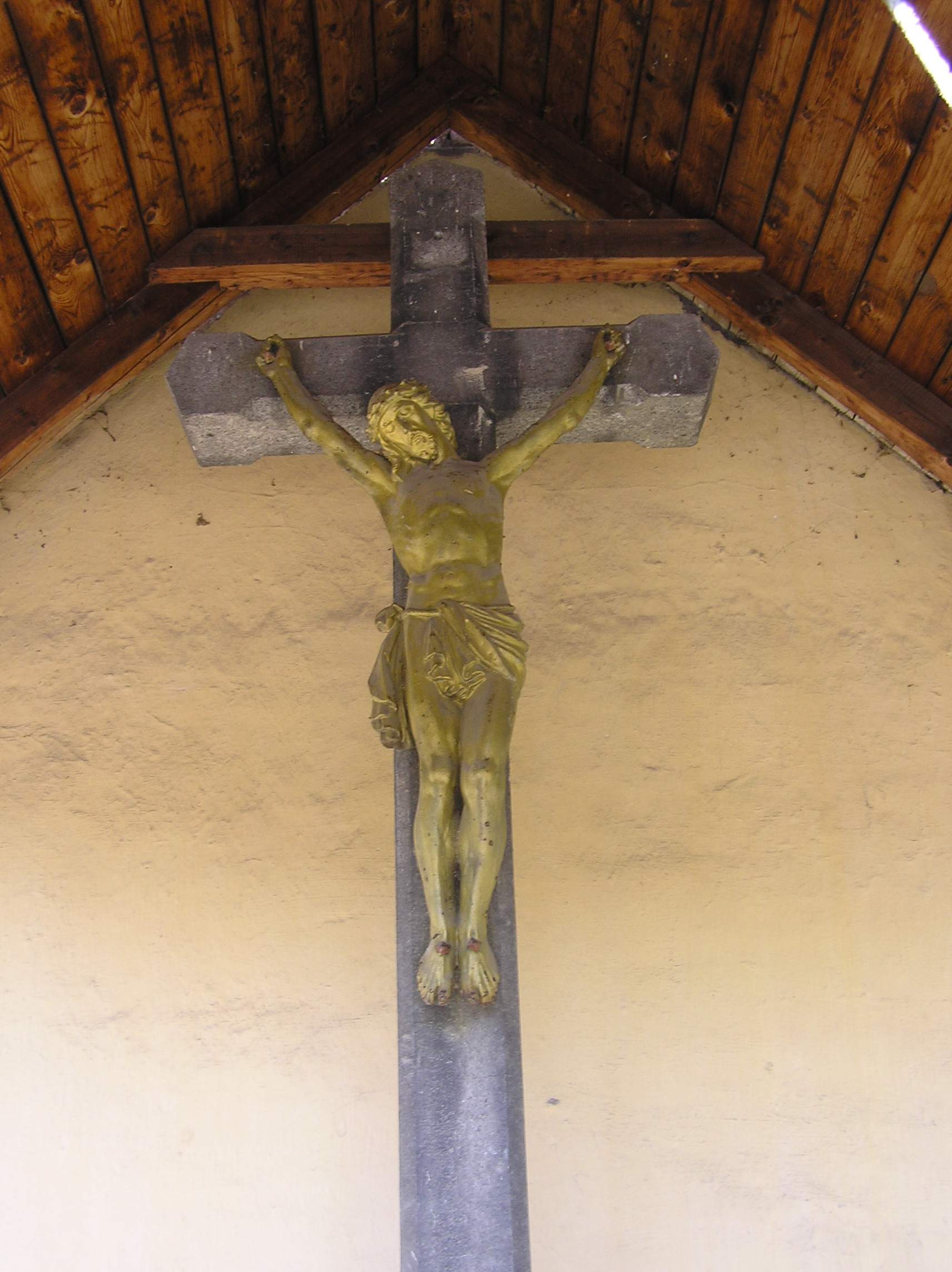
Krucifix ve zvoničce